# Мой добрый папа
«Мой добрый папа» — советский художественный полнометражный цветной фильм, снятый режиссёром Игорем Усовым на киностудии «Ленфильм» в 1970 году. Фильм снят по мотивам одноимённой повести Виктора Голявкина.

## Сюжет
Посвящение во вступительной заставке:

Добрым папам посвящается…
Повествование ведётся от лица семилетнего мальчика Пети, который рассказывает о беззаботном детстве в Баку, о своём младшем брате, об их дружной семье и об отце, композиторе и дирижёре, который ушёл на фронт в первые же дни войны и не вернулся…

## В главных ролях
- Александр Демьяненко — Папа, Владимир Иванович Иванов
- Людмила Гурченко — Мама, Валентина Николаевна Иванова
- Костя Корнаков — Петя Иванов
- Саша Арутюнов — Боба
- Пантелеймон Крымов — Ливерпуль, старик

## В ролях
- Рафик Азимов — Али Исмаилов, отец братьев Исмаиловых
- Амина Юсуф кызы — тетя Фатьма, мать братьев Исмаиловых
- Тарлан Фарзалиев — Рафиз Исмаилов
- Гамаль Гвардеев — Рамис Исмаилов
- Гаррий Мамедов — Раис Исмаилов
- Эльдар Азимов
- Маша Брянская
- Ира Родина

## В эпизодах
- Лариса Архипова — Олимпиада Васильевна, жена Гоши
- Николай Боярский — дядя Гоша
- Алиага Агаев — зритель в кино
- Надир Аскеров
- Леонид Любашевский — Павел Павлович, учитель (озвучил Владимир Кенигсон)
- Владимир Курков — водитель грузовика
- Талят Рахманов — офицер
- Аббас Рзаев
- Ю. Израилян
- Р. Медведева
- Саша Томилин
- Артур Попов
- Олег Юсуфов
- Артур Асланов
- Самир Мусаев
- Ученики 2-Б класса 1-й школы и 4-А класса 60-й школы города Баку

### Озвучивание
- Таисия Калинченко — исполнение песни «Солнце смеётся, солнце смеётся…» (нет в титрах)

## Съёмочная группа
- Авторы сценария: Виктор Голявкин, Игорь Усов
- Постановка Игоря Усова
- Главный оператор — Александр Дибривный
- Главный художник — Грачья Мекинян
- Композитор — Андрей Петров
- Дирижёр — Анатолий Бадхен
- Текст песен Якова Голякова